# Élisabeth Miron
Élisabeth Miron, née à Paris le 25 juin 1565 et morte en 1633 à Janaillat dans la Marche, est l'épouse de Pierre L'Hermite et la mère de François L'Hermite dit Tristan, Jean-Baptiste et Séverin L'Hermite.

## Biographie

### Origine et naissance
Élisabeth Miron est la « petite-fille de François Miron, médecin de Henri II, nièce de François Miron, trésorier de France en Bretagne, cousine germaine du fameux François Miron, le lieutenant civil ». Elle naît à Paris le 25 juin 1565.

### Mariage
Élisabeth Miron épouse Pierre L'Hermite « vers la fin de l'été de 1597 ». Ce chevalier, « d'un caractère hardi et aventureux », avait été « mêlé à des événements tragiques », alors qu'il n'avait que seize ans.
Dans un pamphlet publié durant la Révolution, Jacques-Antoine Dulaure admet la parenté des L'Hermite du Solier avec Pierre l'Ermite — qu'il assimile à un « fou prédicant » — et le serviteur de Louis XI — à condition de n'y voir que l'« instrument des vengeances et des cruautés de ce méchant roi : il était son valet assassin, son valet bourreau. Quand ce roi lui commandait d'aller égorger quelqu'un, il le faisait avec un tel empressement, avec une telle joie que souvent il tuait toute autre personne que celle qui lui était désignée, et immolait deux victimes pour une ». 
En 1841, Paul Lacroix entreprend une réfutation des thèses de Dulaure, qu'il juge sévèrement : « Dulaure n'a pas manqué d'emprunter au journal de Henri IV par de L'Estoile une anecdote qui achève de flétrir le nom de Tristan L'Hermite, sans remarquer que la date même de ce fait (mars 1595) et la grâce accordée aux deux coupables, sur la prière du duc de La Force et du marquis de Praslin, témoignent assez qu'il s'agit d'un assassinat inspiré par le fanatisme protestant ou catholique, ligueur ou royaliste ».
L'anecdote évoquée par Dulaure et Lacroix concerne le « prodigieux assassinat » pour lequel « deux descendants de cet homme abominable furent condamnés au supplice » : en mai 1591, le corps de Jacques Voisin, vice-sénéchal de Guéret, est retiré d'un étang près de Pontarion, « tout botté, avec une pierre au cou et une autre aux jambes, la tête trouée d'un coup de pistolet ». Les soupçons se portent bientôt sur Claude et Louis L'Hermite, qui sont condamnés puis emprisonnés avec leur neveu Pierre « l'espace de 22 mois ». Pierre de L'Estoile note à cette occasion que le père du futur écrivain et ses oncles « étaient descendus de Tristan L'Hermite, et que de leur race il s'en trouvait vingt-six qui avaient tous passé par les mains des bourreaux ».
Les trois hommes sont arrêtés, condamnés et emprisonnés. Pierre « plaide l'alibi ». Malgré « leur assurance et l'habileté de leur défense », ils sont condamnés le 18 février 1595 à être décapités sur un échafaud en place de Grève. C'est alors que Gabrielle d'Estrées intervient auprès de Henri IV pour obtenir leur libération.
« Chose étrange », note Napoléon-Maurice Bernardin, « c'est à son procès que Pierre L'Hermite dut son mariage. L'énergie et l'habileté de sa défense, sa haine contre la Ligue, le courage dont il avait fait preuve contre elle dès ses jeunes années, l'élégance de sa tournure et l'agrément de sa conversation » intéressent Pierre Miron, sieur de Malabry et descendant d'une ancienne famille : « toute l'influence que Pierre Miron avait par lui-même, par sa parenté, par ses alliances, il la mit au service du jeune Pierre L'Hermite ». C'est ainsi qu'Élisabeth Miron, âgée de trente-deux ans, épouse Pierre, qui n'en a que vingt-trois.

### Succession
Trois fils naissent de l'union de Pierre et Élisabeth : les écrivains François L'Hermite dit Tristan L'Hermite et Jean-Baptiste L'Hermite, et Séverin L'Hermite qui meurt prématurément lors du siège de Royan en 1622. 
À sa mort, en 1632, « Pierre L'Hermite, seigneur en partie du Solier et de Vauselle, laisse une succession fort embarrassée » à la suite de procès intentés par ses cousins dès son mariage. Ses fils perdent alors le château du Solier, qui a disparu avant la fin du XIXe siècle. Élisabeth Miron se retire à Janaillat pour « y achever ses jours près de l'église ». 

### Littérature
En 1667, Jean-Baptiste L'Hermite publie la seconde édition du Page disgracié de son frère Tristan, et présente le roman comme un roman à clef. C'est dans la clef no 1 que Pierre L'Hermite et son épouse sont identifiés : 

« Tristan l'Hermite, auteur de cet ouvrage, naquit au Château du Solier, en la Province de la Marche, du mariage de Pierre l'Hermite, chevalier, seigneur de Solier, et d'Élisabeth Miron : le dit Pierre fils de Jean troisième du nom, aussi chevalier, seigneur de Solier, lieutenant de la compagnie de gendarmes du vicomte de Turenne, depuis duc de Bouillon, maréchal de France, prince souverain de Sedan, et de Jeanne de La Roche-Aymon, de la branche des marquis de Saint Maixant. »

### Œuvres
- Jacques Prévot (présentation et notes), Le Page disgracié, Paris, Gallimard, coll. « Folio classique » (no 2609), 1994, 315 p. (ISBN 978-2-07-038909-4)
  - « Clefs » de Jean-Baptiste L'Hermite pour l'édition de 1667, p. 268-278

### Ouvrages cités
- Napoléon-Maurice Bernardin, Un Précurseur de Racine : Tristan L'Hermite, sieur du Solier (1601-1655), sa famille, sa vie, ses œuvres, Paris, Alphonse Picard, 1895, XI-632 p.
- Jacques-Antoine Dulaure, Liste des noms des ci-devant nobles, nobles de race, robins, prélats, financiers, intrigants, et de tous les aspirants à la noblesse ou escrocs d'icelle, avec des notes sur leurs familles (no IX), Paris, Garnery, c. 1790, 8 p. (BNF 35995030, lire en ligne)
- Paul Lacroix, dit le Bibliophile Jacob, Dissertations sur quelques points curieux de l'Histoire de France et de l'histoire littéraire : Réfutation du fameux pamphlet de Dulaure intitulé « Liste des noms des ci-devant nobles, etc. », Paris, Techener, 1841, 96 p. (lire en ligne)